# Ole Rømer
Ole Rømer, född den 25 september 1644 i Århus, död den 23 september 1710 i Köpenhamn, var en dansk astronom och ämbetsman som var den förste att mäta ljusets hastighet.

## Biografi
Rømer blev student 1661, gjorde under Rasmus Bartholins ledning 1667–1671 viktiga förarbeten till en påtänkt utgåva av Tycho Brahes observationer och blev 1671 medhjälpare åt franske astronomen Picard, som sänts till Danmark för att bestämma Uraniborgs astronomiska läge, ett arbete som utfördes av Rømer. Han följde sedan Picard till Frankrike, där han vistades i tio år, sysselsatt dels med astronomiska iakttagelser, dels med geodetiska arbeten. Han medverkade också vid anläggningen av fontäner i Versailles.
Före sin avresa till Frankrike hade Rømer 1671 utfört observationer av Jupiters måne Io och blev därigenom medlem av Académie des sciences (stiftad 1666). Römer observerade att Ios omloppstid verkade minska då jorden närmade sig Jupiter, 1675 var han den förste som vetenskapligt beräknade ljusets hastighet: jordbanans diameter på 22 minuter, vilket är en tredjedel långsammare än det korrekta värdet 16 minuter 40 sekunder. Viktigare än den exakta siffran var upptäckten att ljusets hastighet inte var oändlig. 
Han konstruerade även flera apparater som åskådliggjorde himlakropparnas rörelser. Rømer blev 1676 professor i astronomi i Köpenhamn, men ankom dit först 1681. Vid observatoriet högst upp i Rundetårn införde han åtskilliga förbättringar och inrättade dessutom 1704 ett särskilt observatorium ett par mil från Köpenhamn (Observatorium Tusculanum). Han uppfann också flera nya instrument, som möjliggjorde iakttagelser med dittills ouppnådd noggrannhet. Alla hans observationer gick förlorade vid Köpenhamns brand 1728, med undantag av Triduum observationum tusculanarum (1706).
Rømer fick även många praktiska uppdrag, särskilt vid utarbetandet av den nya beskattningen av jordegendom 1681–87, införandet av för hela riket gemensamt mått- och viktsystem (som användes ända till metersystemets införande) och uppmätningen av landsvägarna. Han tog fram en egen temperaturskala, kallad Rømerskalan (°Rø).
Han bidrog personligen till införandet av gregorianska kalendern den 1 mars  1700 i Danmark (och därmed även Norge, Färöarna och Island). Rømer blev 1694 højesteretsassessor och 1705 polis- och borgmästare i Köpenhamn, som genom hans försorg fick ordnad nattpolis, förbättrat brandväsen och gatubelysning.

## Eftermäle
Nedslagskratern Römer på månen och asteroiden 2897 Ole Römer är uppkallade efter honom.